# Yegor Martynenko
Yegor Martynenko  est un triathlète professionnel ukrainien, né en 1987 à Jytomyr, en Ukraine, champion d'Ukraine de triathlon et de duathlon en 2016. 

## Biographie
En mai 2014, dans un contexte politique rendu difficile par l'annexion en cours de la Crimée par la Russie. Yegor Martynenko et sa compatriote Yuliya Yelistratova remporte l'étape de la coupe d'Europe organisée pour la première fois sur le territoire de l'Ukraine. Le podium masculin étant également composé d'un trio de triathlètes ukrainiens.
En juin 2017, il participe aux championnats d'Europe de triathlon sur distance S, mais il est pris dans une sévère chute collective au début du parcours vélo qui lui occasionne une double fracture de la clavicule et des brulures cutanées qui ne lui laisse d'autre choix que d'abandonner l'épreuve.

## Palmarès
Le tableau présente les résultats les plus significatifs (podium) obtenus sur le circuit international de triathlon.
| Année | Compétition                                     | Pays     | Position           | Temps           |
| ----- | ----------------------------------------------- | -------- | ------------------ | --------------- |
| 2021  | Championnat national triathlon                  | Ukraine  | Médaille de bronze | 1 h 56 min 16 s |
| 2020  | Championnat des Pays Baltes de triathlon Riga   | Lettonie | Médaille d'or      | 33 min 21 s     |
| 2016  | Championnat national triathlon sprint           | Ukraine  | Médaille d'or      | 59 min 29 s     |
| 2016  | Championnat national duathlon sprint            | Ukraine  | Médaille d'or      | 56 min 30 s     |
| 2015  | Coupe d'Europe : étape de Kiev                  | Ukraine  | Médaille d'or      | 1 h 49 min 25 s |
| 2015  | Coupe d'Europe : étape sprint de Burgas         | Bulgarie | Médaille d'argent  | 55 min 35 s     |
| 2014  | Coupe d'Europe : étape sprint de Istanbul       | Turquie  | Médaille d'argent  | 1 h 0 min 0 s   |
| 2014  | Coupe d'Europe : étape sprint de Dnepropetrovsk | Ukraine  | Médaille d'or      | 52 min 30 s     |
| 2014  | Coupe d'Europe : étape de Kiev                  | Ukraine  | Médaille d'argent  | 1 h 49 min 26 s |
| 2013  | Coupe du monde : étape de Palamos               | Espagne  | Médaille de bronze | 1 h 48 min 53 s |
| 2013  | Coupe d'Europe : étape de Karlovy Vary          | Tchéquie | Médaille d'or      | 1 h 53 min 57 s |
| 2012  | Coupe d'Europe : étape de Istanbul              | Turquie  | Médaille d'argent  | 1 h 56 min 3 s  |
| 2011  | Coupe d'Europe : étape de Karlovy Vary          | Tchéquie | Médaille d'or      | 1 h 51 min 23 s |
| 2011  | Coupe d'Europe : étape de Eilat                 | Israël   | Médaille d'or      | 2 h 0 min 15 s  |
| 2011  | Coupe d'Europe : étape de Alanya                | Turquie  | Médaille d'or      | 1 h 45 min 45 s |